# Władysławia
Władysławia (Ladislavia taczanowskii) – gatunek słodkowodnej ryby karpiokształtnej z rodziny karpiowatych, jedyny przedstawiciel rodzaju Ladislavia, nazwany na cześć polskiego ornitologa Władysława Taczanowskiego.

## Zasięg występowania
Zasiedla górne i środkowe odcinki biegu rzek uchodzących do Amuru. Żyje na mieliznach o żwirowym podłożu w Chinach, Korei, Mongolii i Rosji.

## Charakterystyka
Charakterystyczne płaskie czoło z wysoko osadzonymi oczami. Dorasta do 15 cm długości.

## Pokarm
Żywi się glonami i detrytusem – martwą materią organiczną osadzoną na dnie zbiorników wodnych lub unoszącą się w toni wodnej. Młode osobniki odżywiają się również drobnymi, wodnymi bezkręgowcami.